# Peace Frog
Peace Frog is een nummer van The Doors. Het is afkomstig van hun album Morrison Hotel uit 1970. Het nummer werd uitgebracht als de B-kant van Waiting for the Sun in landen als Nederland.

## Opname
The Doors namen het nummer in 1969 op onder leiding van muziekproducent en perfectionist Paul Rothchild, De bassist op het nummer is Ray Neapolitan

## Hitnoteringen

### Nederlandse Top 40
| Hitnotering: 23-10-1971 t/m 20-11-1971 | Hitnotering: 23-10-1971 t/m 20-11-1971 | Hitnotering: 23-10-1971 t/m 20-11-1971 | Hitnotering: 23-10-1971 t/m 20-11-1971 | Hitnotering: 23-10-1971 t/m 20-11-1971 | Hitnotering: 23-10-1971 t/m 20-11-1971 | Hitnotering: 23-10-1971 t/m 20-11-1971 |
| Week                                   | 1                                      | 2                                      | 3                                      | 4                                      | 5                                      |                                        |
| -------------------------------------- | -------------------------------------- | -------------------------------------- | -------------------------------------- | -------------------------------------- | -------------------------------------- | -------------------------------------- |
| Positie                                | 33                                     | 20                                     | 17                                     | 17                                     | 31                                     | uit                                    |

### Daverende Dertig
| Hitnotering: 23-10-1971 t/m 20-11-1971 | Hitnotering: 23-10-1971 t/m 20-11-1971 | Hitnotering: 23-10-1971 t/m 20-11-1971 | Hitnotering: 23-10-1971 t/m 20-11-1971 | Hitnotering: 23-10-1971 t/m 20-11-1971 | Hitnotering: 23-10-1971 t/m 20-11-1971 | Hitnotering: 23-10-1971 t/m 20-11-1971 |
| Week                                   | 1                                      | 2                                      | 3                                      | 4                                      | 5                                      |                                        |
| -------------------------------------- | -------------------------------------- | -------------------------------------- | -------------------------------------- | -------------------------------------- | -------------------------------------- | -------------------------------------- |
| Positie                                | 30                                     | 20                                     | 14                                     | 14                                     | 21                                     | uit                                    |